# Rio Clyde
O rio Clyde (Cluaidh em escocês) é um rio da Escócia. Passa pela cidade de Glasgow, e foi um importante estaleiro de navios e porto de mercadorias do Império britânico.